# Parc national de Petrified Forest
Pour le monument naturel argentin, voir Monument national des Bois Pétrifiés.
Le parc national de Petrified Forest (« forêt pétrifiée » en français) est le parc national contenant le Painted Desert au nord-est de l'Arizona aux États-Unis. Le site a été déclaré monument national en 1906 et parc national en 1962. Il est administré par le National Park Service américain. Le parc abrite une steppe arbustive semi-désertique ainsi que des badlands très érodés et colorés. Ce site est remarquable pour sa concentration de troncs de bois pétrifié, la plupart appartenant au type Araucarioxylon arizonicum. Le parc a été inscrit sur la liste indicative du patrimoine mondial en 2008.

## Description
Le parc est situé à une altitude moyenne de 1600 mètres et connaît un climat semi-aride sec et venteux. Les vents peuvent dépasser les 80 km/h. La nation Navajo borde le parc au nord et au nord-est. Les terres appartenant à l’État, les terres fédérales contrôlées par le Bureau of Land Management et les terres privées, dont une grande partie est utilisée pour l’élevage du bétail, jouxtent les autres frontières. Le parc couvre deux secteurs reliés par un corridor d'orientation méridienne : le secteur nord est constitué d'une formation géologique du Trias appelée Painted Desert (« Désert peint » en français), formé de badlands colorés. La partie sud renferme la plupart des troncs pétrifiés ainsi que des pétroglyphes amérindiens dans le Painted Desert Petroglyphs and Ruins Archeological District.

## Formation
Les milliers de troncs fossilisés de la forêt pétrifiée datent du Trias (environ 200 millions d'années). La région était alors occupée par le delta d'un fleuve sur les rives duquel poussaient des arbres géants. Après leur mort, ils furent enfouis sous des dépôts sédimentaires riches en silice, ce qui favorisa la conservation de leur structure. La silice remplaça lentement la matière végétale et fossilisa les troncs. Progressivement, la région s'enfonça et fut ensevelie sous des strates sédimentaires. Son soulèvement récent, conjugué à l'érosion permit la mise au jour des troncs fossilisés.
Les fossiles d'un dinosaure théropode de -220 millions d'années nommé Chindesaurus y ont été retrouvés.

## Faune et flore
La flore comprend 447 espèces de plantes. La faune est typique des régions semi-désertiques: coyotes, chiens de prairie, lièvres de Californie, renards, pronghorns, lynx, aigle doré. On trouve 16 espèces de lézards et de serpents, dont le lézard à collerette et le crotale des prairies, seul serpent venimeux du parc. Plus de 200 espèces d’oiseaux y sont recensées, dont certains sont des résidents permanents et beaucoup sont migrateurs. L'aigle royal est le plus grand, et le colibri d'Anna le plus petit.

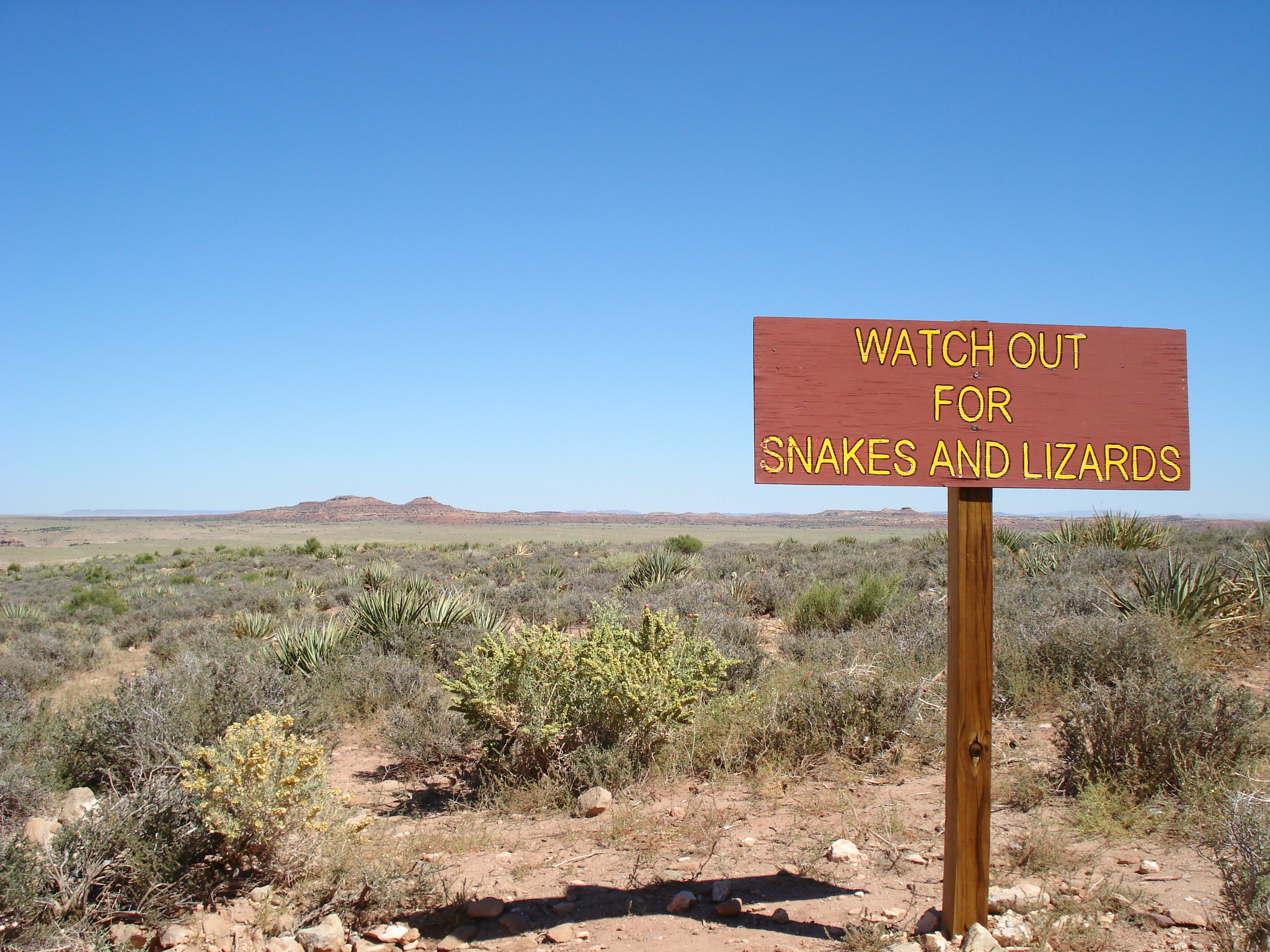
Panneau d'avertissement relatif à la faune du Painted Desert.

## Photographies

### Troncs pétrifiés etbadlands

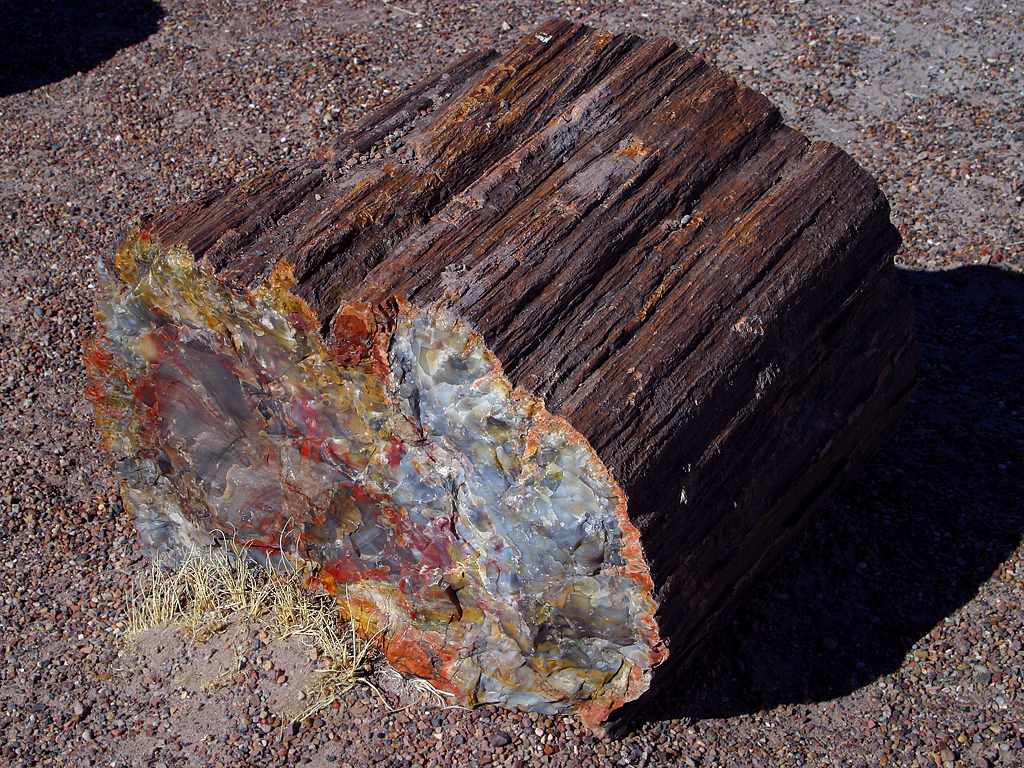
Tronc pétrifié dans le parc
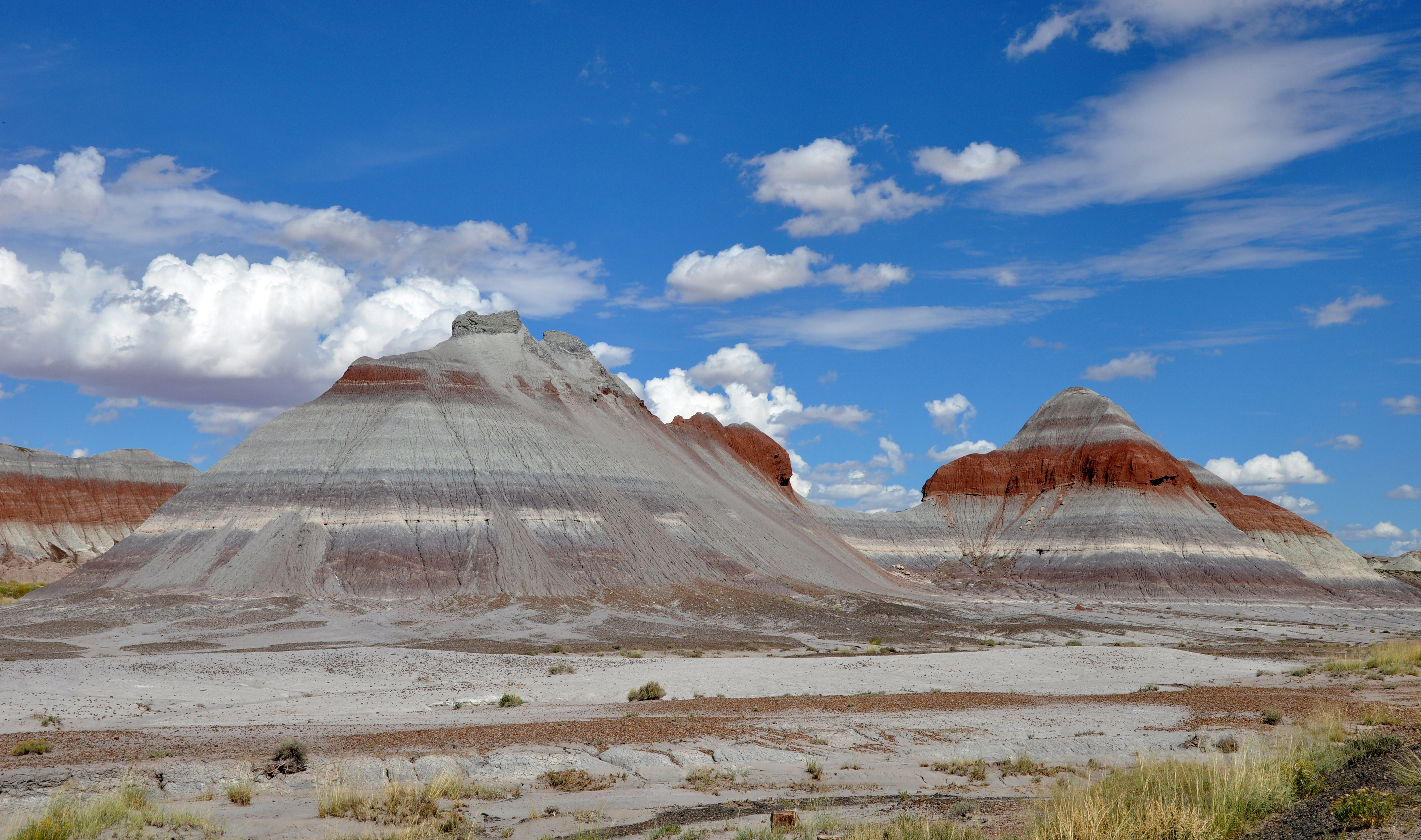
The Tepees
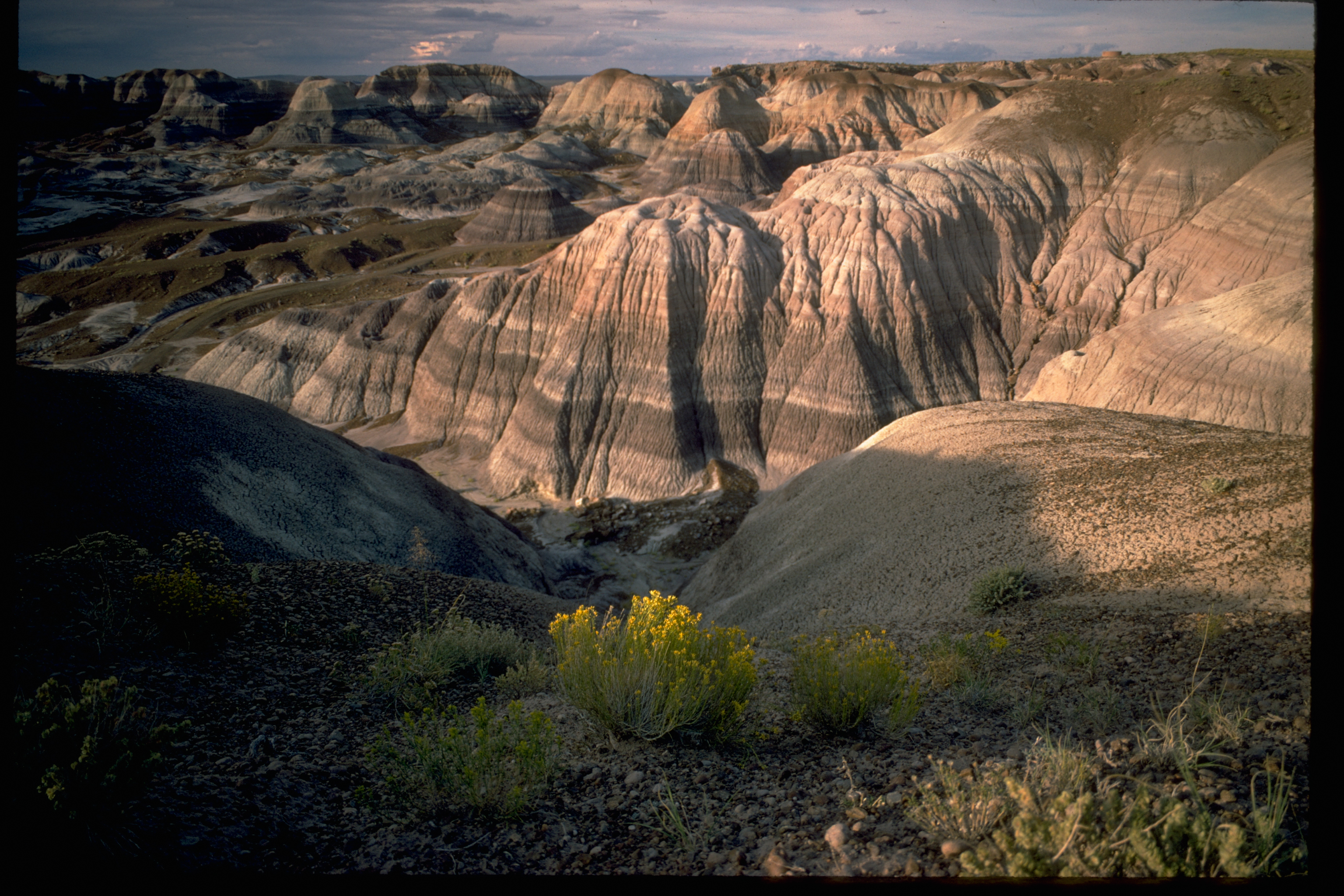
Badlands
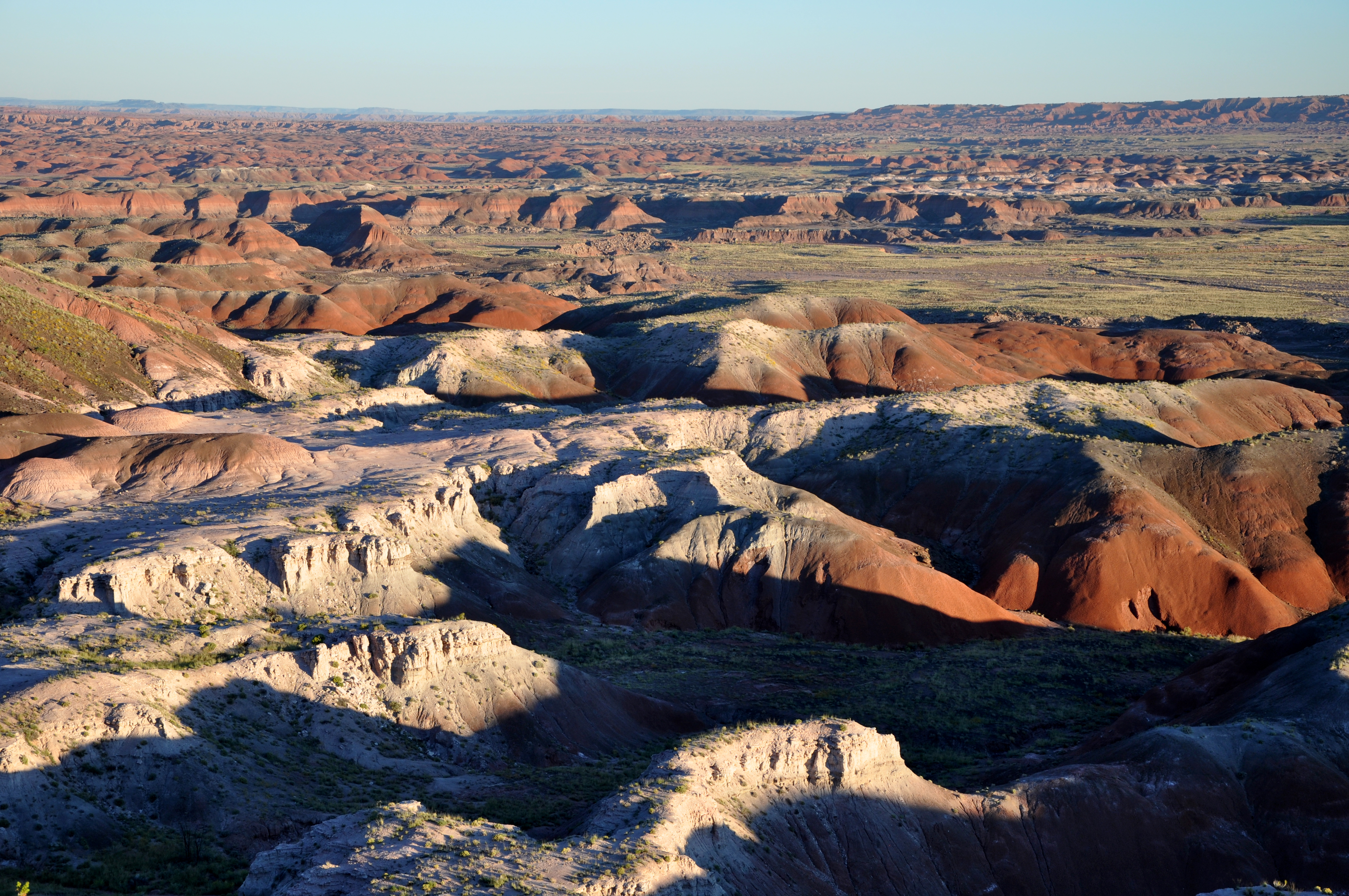
Vue des Badlands
Jasper Forest
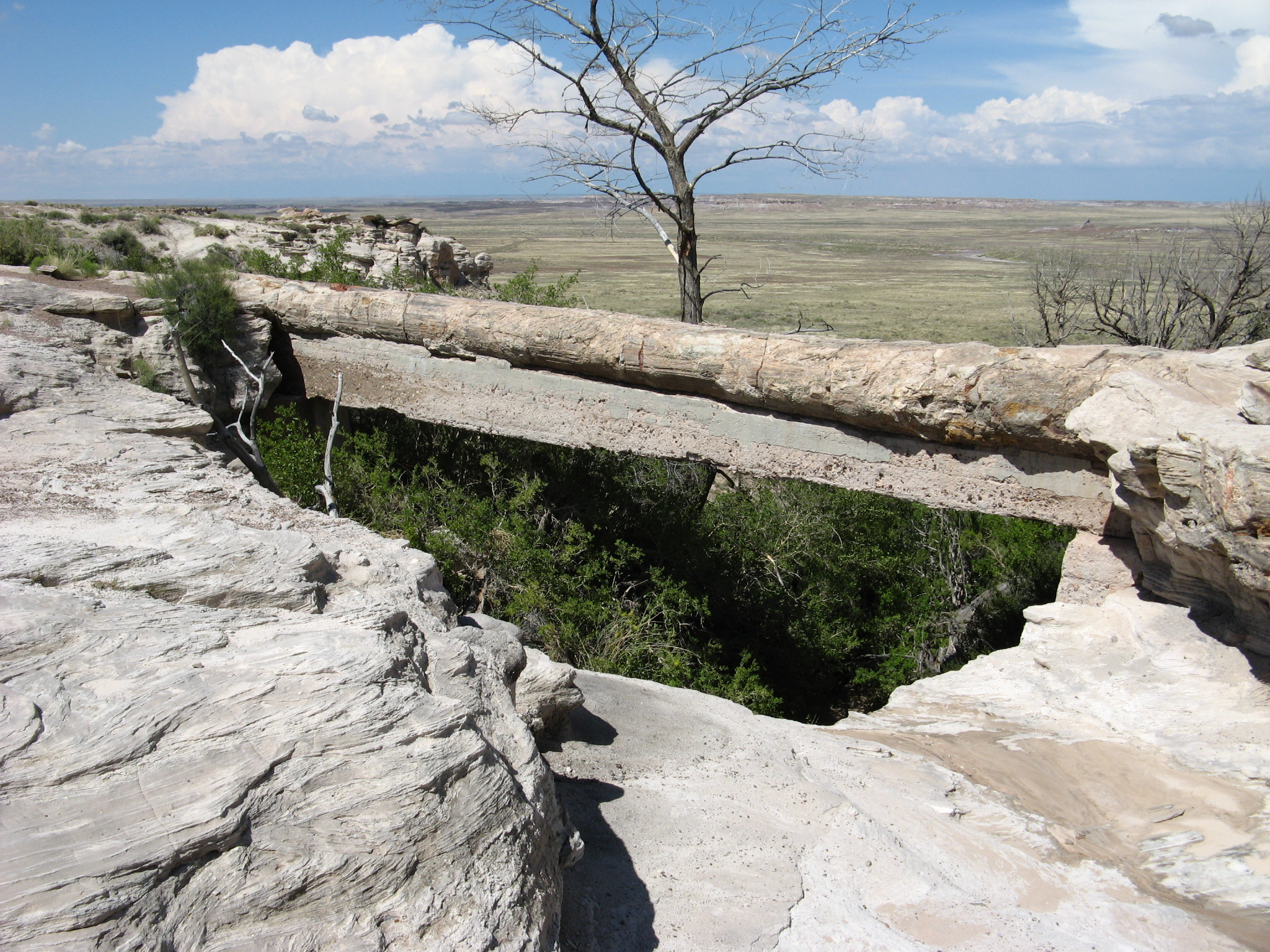
Agate Bridge

### Painted Desert

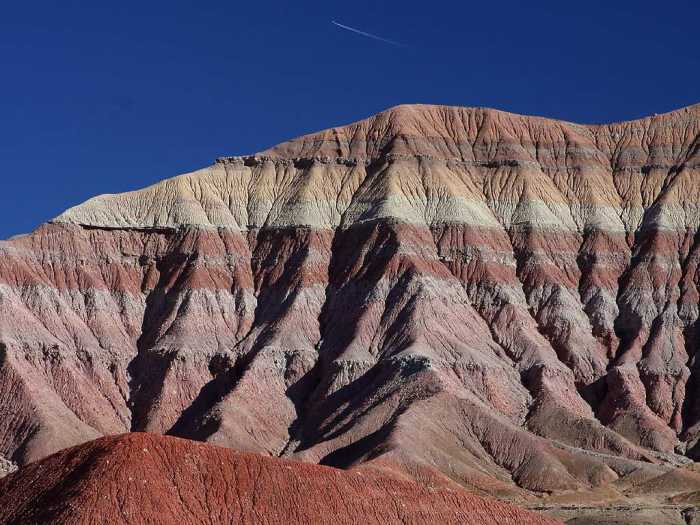
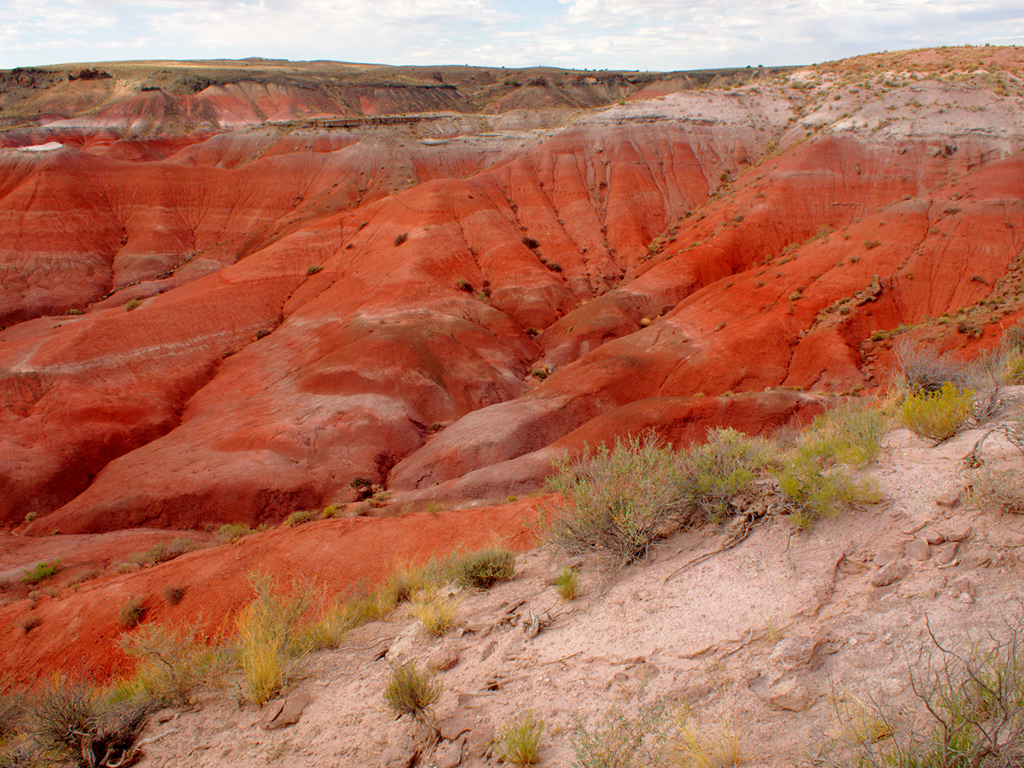
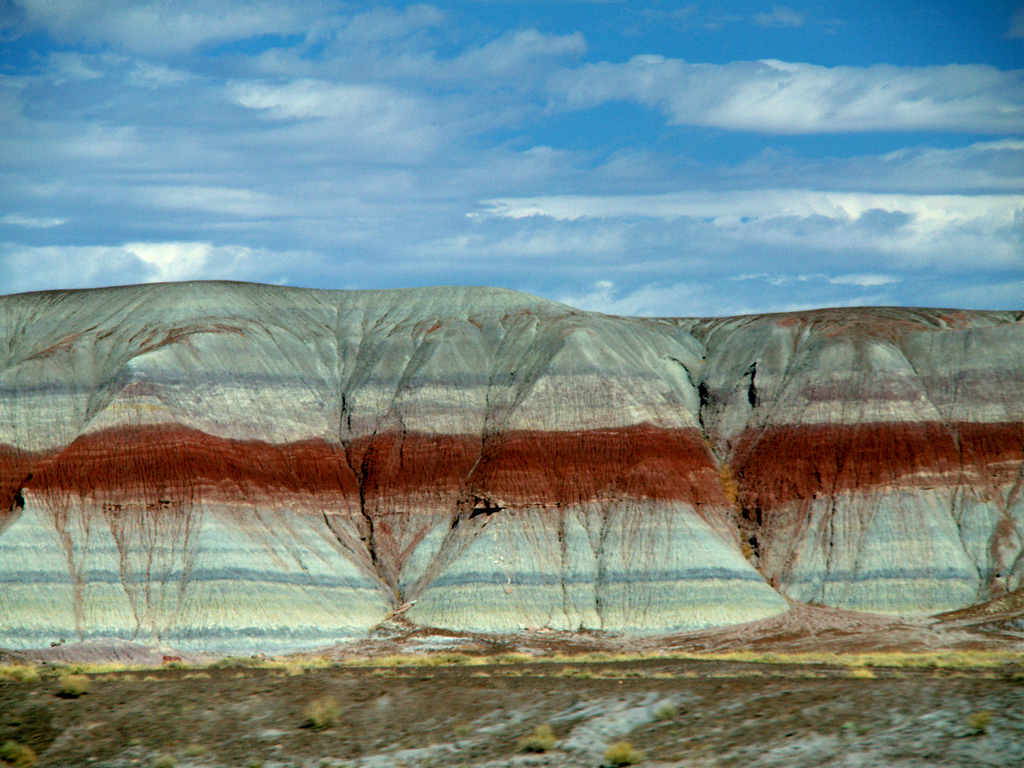
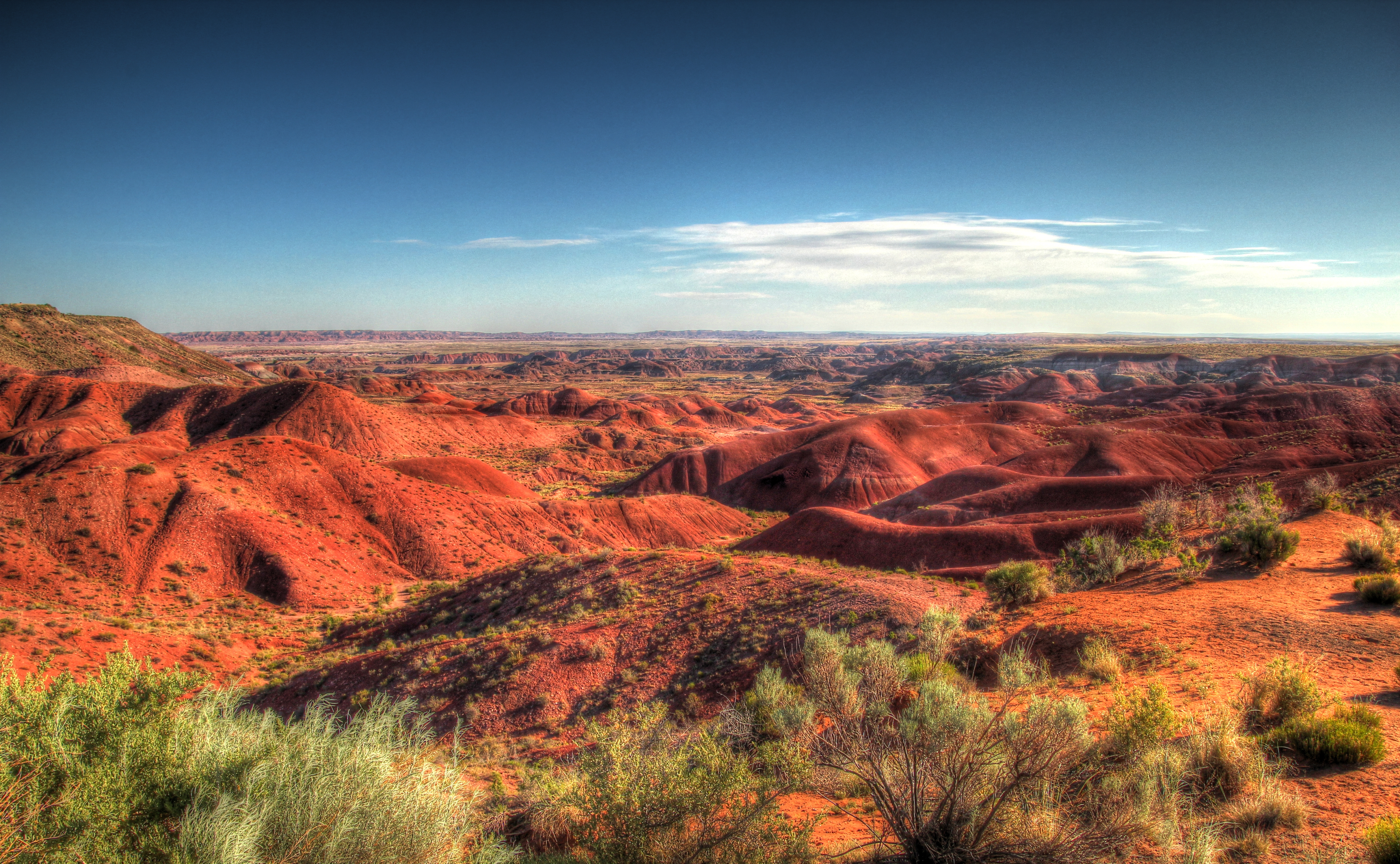
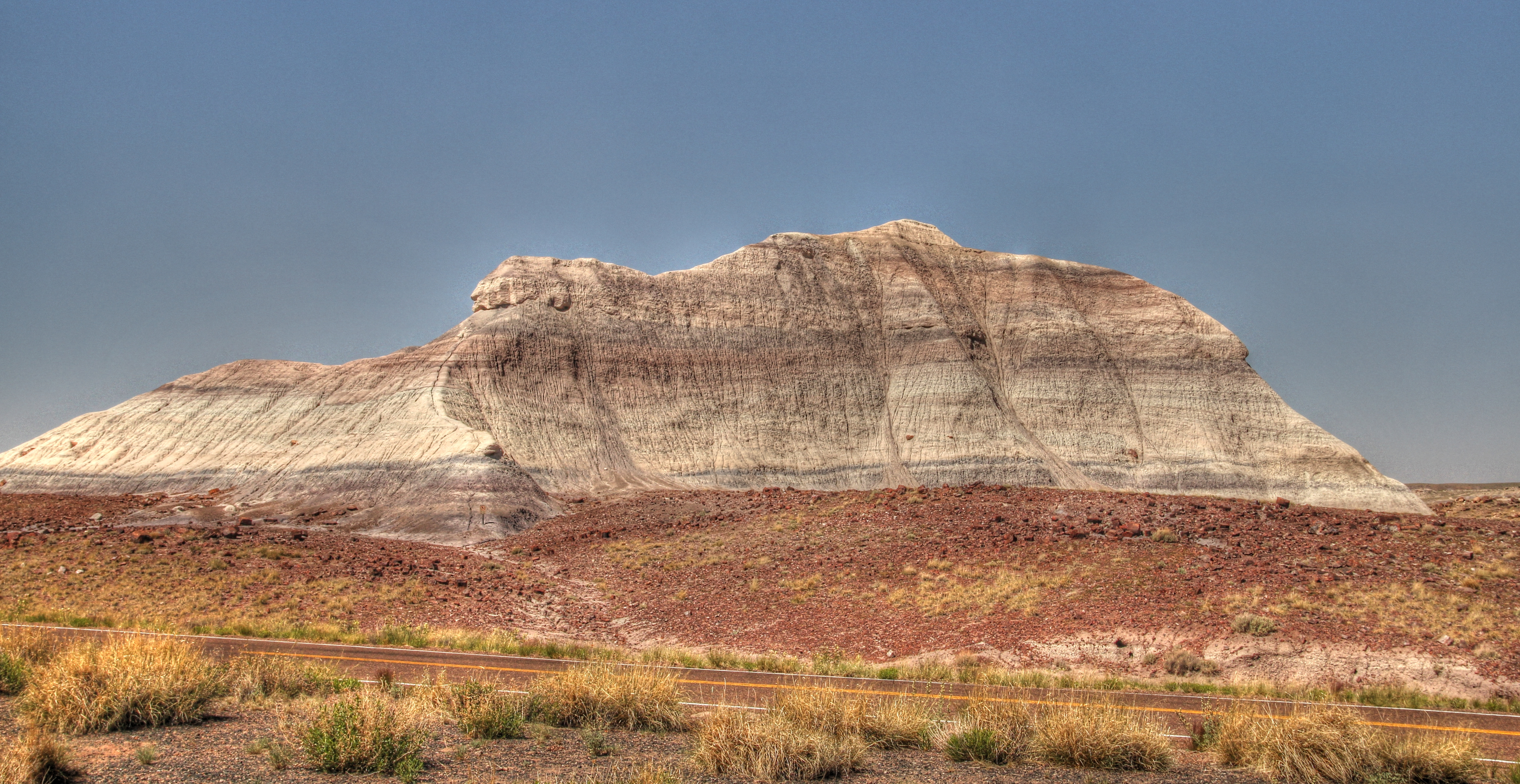